# STN TV
STN TV foi uma emissora de televisão brasileira sediada em Santana, cidade do estado do Amapá. Operava no canal 46 UHF analógico, e era afiliada à CNT, em misto com a Rede Mundial.

## História
Em 27 de maio de 2011, é inaugurada a STN TV, segunda emissora de TV instalada na cidade de Santana (depois da TV Santana, canal 42). Foi fundada pelo empresário e político Edinho Duarte. Em 30 de maio, estreia seus dois primeiros telejornais locais: STN 1ª Edição e o STN 2ª Edição.
Em outubro de 2011, a emissora exibe uma série denominada Dona Felicidade - A Série, produzida em parceria com o produtor e diretor Bruce Arraes e a Escola Estadual Pe. João Piamarta. A série contou com a atuação dos alunos da escola e foi produzida somente com uma filmadora. Foi exibida aos sábados e domingos, ás 10 da manhã.
Em novembro de 2011, a STN TV é vendida ao político Mário Brandão.
Nas eleições municipais de 2016, a emissora não exibiu o horário eleitoral com os programas dos candidatos à prefeitura de Santana. Em reunião realizada no dia 19 de agosto de 2016, a STN TV alegou incapacidade técnica para exibir a propaganda eleitoral gratuita.
Em 3 de dezembro de 2016, a STN TV sai do ar devido à queda de antenas de sua torre. Dois dias depois, quando era desmontada para manutenção, a estrutura desaba e cai em cima do operário responsável pelo serviço, que ficou ferido.
À meia-noite de 15 de agosto de 2018, dia do desligamento analógico, a STN TV sai do ar pela última vez. A emissora não ativou seu sinal digital antes do canal 46 UHF analógico ser desligado, assim como os canais analógicos das demais emissoras, e não retomou suas operações.

## Controvérsias
Em 28 de setembro de 2016, a STN TV organizou um debate entre os candidatos a prefeitura de Santana. O evento, no entanto, foi cancelado. A emissora teve sua sede vandalizada e chegou a ser retirada do ar por falta de energia elétrica. Segundo Andreia Freitas, diretora da STN TV, a confusão foi causada pela militância da candidata Marcivânia Flexa (PCdoB), barrada por atraso. Os apoiadores teriam agredido física e verbalmente os candidatos e a equipe, além de jogar ovos e pedras na sede da emissora e corrente na rede elétrica (o que teria ocasionado a interrupção das transmissões). O coordenador de campanha da candidata negou que a emissora teria sido retirada do ar pelos militantes.

## Programas
Além de exibir a programação da CNT e da Rede Mundial, a STN TV produziu ou exibiu os seguintes programas:
- Chamada Geral
- Direito Cidadão
- Enfoque da KPA
- Onda Jovem na TV
- STN 1° Edição
- STN 2° Edição
- Panela do Povo
- Pauta Jovem
- Repórter AP